# Distrikt Uraca

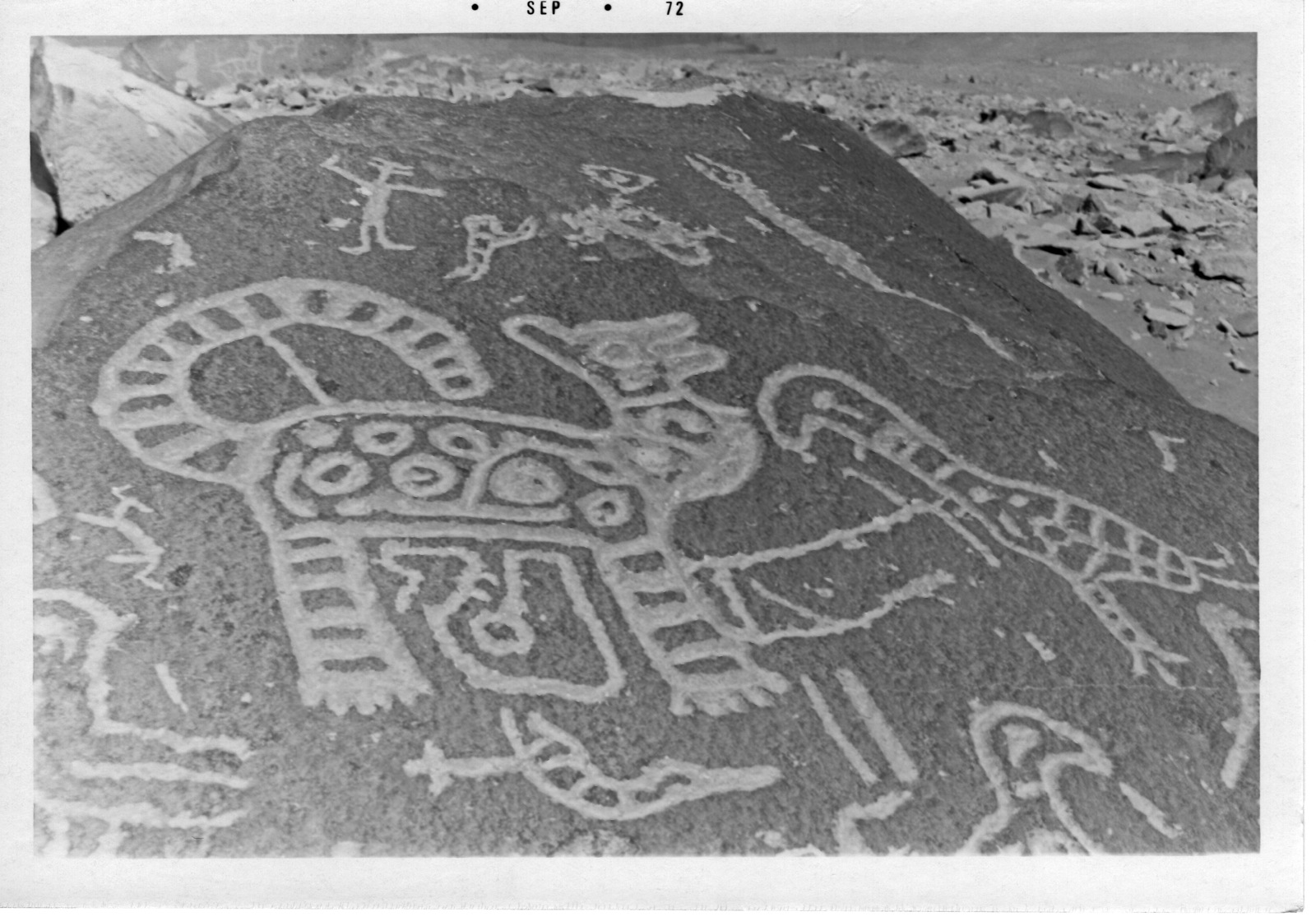
Petroglyphe Toro Muerto

Der Distrikt Uraca liegt in der Provinz Castilla in der Region Arequipa in Südwest-Peru. Der Distrikt besitzt eine Fläche von 693 km². Beim Zensus 2017 wurden 6936 Einwohner gezählt. Im Jahr 1993 lag die Einwohnerzahl bei 6651, im Jahr 2007 bei 7182. Die Distriktverwaltung befindet sich in der 429 m hoch gelegenen Kleinstadt Corire mit 2506 Einwohnern (Stand 2017). Corire liegt 16,5 km südsüdöstlich der Provinzhauptstadt Aplao. Westlich von Corire befinden sich die Petroglyphe Toro Muerto.

## Geographische Lage
Der Distrikt Uraca erstreckt sich über die Hochfläche südlich der Cordillera Volcánica im äußersten Süden der Provinz Castilla. Der Río Majes durchquert den Distrikt in südlicher Richtung. Entlang dessen Flussufer wird bewässerte Landwirtschaft betrieben. Ansonsten ist das Gebiet wüstenhaft.
Der Distrikt Uraca grenzt im Westen an den Distrikt Chuquibamba (Provinz Condesuyos), im Nordwesten an den Distrikt Aplao, im Nordosten an den Distrikt Huancarqui, im Osten an den Distrikt Majes (Provinz Caylloma) sowie im Süden an den Distrikt Nicolás de Piérola (Provinz Camaná).

## Ortschaften
Im Distrikt gibt es neben dem Hauptort folgende größere Ortschaften:
- Bellavista
- Cantas
- El Dique
- El Granado
- El Mirador
- Escalerillas
- Goyeneche
- José Olaya
- La Candelaria
- La Mezana
- Pampa Blanca
- Pedregal
- Pitis
- Punta Colorada
- Sahuani
- San Francisco
- San Vicente
- Sarcas
- Satélite Salvador
- Toran
- Torete
- Uraca
- Villa Eléctrica
- Villa Hermosa